# Пеннінгтон (округ, Міннесота)
Шаблон:StateAbbr_ 48°04′ пн. ш. 96°02′ зх. д. / 48.07° пн. ш. 96.04° зх. д.
Округ Пеннінгтон (англ. Pennington County) — округ (графство) у штаті Міннесота, США. Ідентифікатор округу 27113.

## Історія
Округ утворений 1910 року.

## Демографія
За даними перепису
2000 року
загальне населення округу становило 13584 осіб, зокрема міського населення було 9176, а сільського — 4408.
Серед мешканців округу чоловіків було 6705, а жінок — 6879. В окрузі було 5525 домогосподарств, 3555 родин, які мешкали в 6033 будинках.
Середній розмір родини становив 2,95.
Віковий розподіл населення поданий у таблиці:
| Стать    | До 15 років | 15-21 | 22-29 | 30-39 | 40-49 | 50-65 | 65-85 | Понад 85 |
| -------- | ----------- | ----- | ----- | ----- | ----- | ----- | ----- | -------- |
| Чоловіки | 1380        | 830   | 688   | 851   | 1069  | 1025  | 748   | 114      |
| Жінки    | 1270        | 767   | 603   | 838   | 1038  | 1080  | 1030  | 253      |

## Суміжні округи
- Маршалл — північ
- Белтремі — схід
- Клірвотер — південний схід
- Ред-Лейк — південь
- Полк — захід

## Виноски
1. ↑  US Decennial Census. US Census Bureau. Процитовано 24 жовтня 2014.
2. ↑  Historical Census Browser. University of Virginia Library. Архів оригіналу за 11 серпня 2012. Процитовано 24 жовтня 2014.
3. ↑  Population of Counties by Decennial Census: 1900 to 1990. US Census Bureau. Процитовано 24 жовтня 2014.
4. ↑  Census 2000 PHC-T-4. Ranking Tables for Counties: 1990 and 2000 (PDF). US Census Bureau. Процитовано 24 жовтня 2014.
5. ↑  State & County QuickFacts. Бюро перепису населення США. Архів оригіналу за 7 червня 2011. Процитовано 1 вересня 2013.(англ.) Наведено за англійською вікіпедією.
6. ↑  American FactFinder. Бюро перепису населення США. Архів оригіналу за 26 лютого 2012. Процитовано 31 січня 2008.

| США | Це незавершена стаття з географії США. Ви можете допомогти проєкту, виправивши або дописавши її. |